# Stora Låsen
Stora Låsen är en sjö i Ludvika kommun i Dalarna och ingår i Norrströms huvudavrinningsområde. Sjön är 24 meter djup, har en yta på 1,8 kvadratkilometer och befinner sig 398 meter över havet. Sjön avvattnas av vattendraget Låsån. Vid provfiske har bland annat abborre, elritsa, lake och siklöja fångats i sjön.

## Delavrinningsområde
Stora Låsen ingår i det delavrinningsområde (667466-142877) som SMHI kallar för Utloppet av Stora Låsen. Medelhöjden är 417 meter över havet och ytan är 9,5 kvadratkilometer. Det finns inga avrinningsområden uppströms utan avrinningsområdet är högsta punkten. Låsån som avvattnar avrinningsområdet har biflödesordning 4, vilket innebär att vattnet flödar genom totalt 4 vattendrag innan det når havet efter 314 kilometer. Avrinningsområdet består mestadels av skog (51 procent). Avrinningsområdet har 2,14 kvadratkilometer vattenytor vilket ger det en sjöprocent på 22,4 procent.

## Fisk
Vid provfiske har följande fisk fångats i sjön:
- Abborre
- Elritsa
- Lake
- Siklöja
- Öring